# Jürgen Klemann

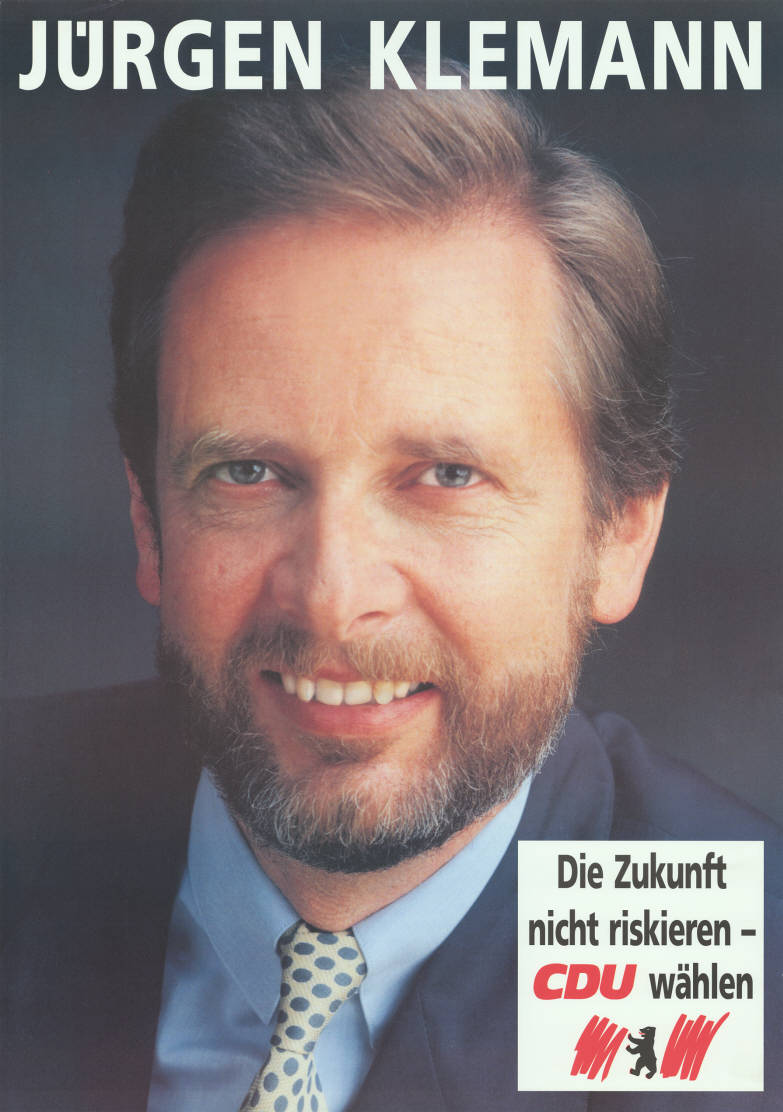
Kandidatenplakat zu den Abgeordnetenhauswahlen in Berlin 1995

Jürgen Klemann (* 16. Dezember 1944 in Berlin-Pankow) ist ein deutscher Jurist und Politiker (CDU).

## Leben

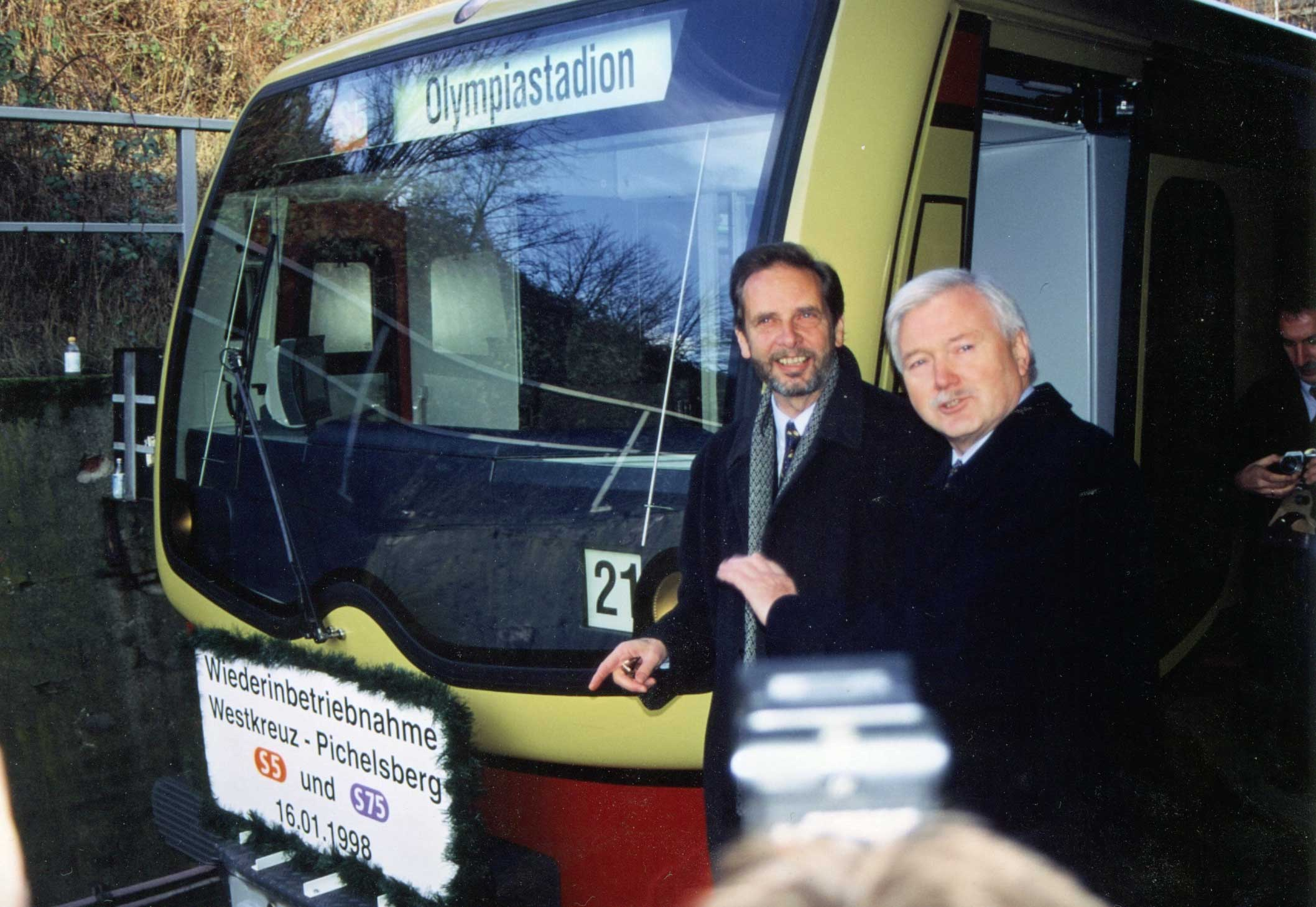
Wiedereröffnung der Strecke Westkreuz–Pichelsberg am 16. Januar 1998 mit dem damaligen Verkehrssenator Jürgen Klemann (CDU) und dem damaligen Geschäftsführer der S-Bahn Berlin GmbH Axel Nawrocki

Jürgen Klemann legte 1963 sein Abitur ab und studierte anschließend bis 1968 Rechtswissenschaften an der FU Berlin und an der Universität Heidelberg. 1969 folgte seine Erste und 1973 seine Zweite juristische Staatsprüfung. Von 1973 bis 1979 war er als Verwaltungsjurist bei der Bundesanstalt für Arbeit tätig. Dort war er vor seinem Wechsel in die Politik stellvertretender Direktor des Arbeitsamtes II Berlin (West). Anschließend war er bis 1981 Bezirksstadtrat in Zehlendorf und Dezernent für Personal und Verwaltung.
Schon während des Studiums trat Klemann in die Berliner CDU ein. Hier machte er schnell Karriere und wurde 1981 zum Bezirksbürgermeister des Bezirks Zehlendorf gewählt, was er bis zur Übernahme des Senatorposten blieb. Anlässlich der 750 Jahre-Feier Berlins 1987 wurde auf seine Initiative hin der Mexikoplatz rekonstruiert und im gleichen Jahr verfasste er das Vorwort für die Stadtteilausgaben für West-Berliner Bezirke des Baedeker-Stadtführers. 1990 setzte er sich gegen die Teilsperrung der Havelchaussee ein. Er weigerte sich Verbotsschilder aufzustellen und übergab die Schilder einfach vor Ort an den Verkehrssenator der SPD, Horst Wagner. Es kam zu einer Auseinandersetzung mit dem Berliner Senat, welche erst mit der Regierungsübernahme durch die CDU 1991 beigelegt wurde. Die Sperrung der Havelchaussee wurde aufgehoben, die Tempo-30-Zone blieb. 
Auf seine Initiative hin wurde 1987 der Städtepartnerschaftsverein Zehlendorf e. V. gegründet, dessen Vorsitz er mehrere Jahre innehatte.
Nach Eberhard Diepgens Rückkehr ins Amt des Regierenden Bürgermeisters im Jahr 1991 wurde Klemann als Senator für Schule, Berufsbildung und Sport in den Senat von Berlin berufen. Nach Diepgens Wiederwahl 1996 blieb Klemann zwar Senator, wechselte aber ins Ressort Verkehr, Bau- und Wohnungswesen, schied aber nach der Berlinwahl 1999 aus dem Senat aus.
1995 wurde durch Klemann dem eigentlich dafür zuständigen Bezirksamt Charlottenburg die Entscheidungsgewalt über die Bebauung eines Areals, welches später der Walter-Benjamin-Platz wurde, entzogen. Ebenso wurde unter ihm als Senator trotz fehlender Investitionen an der Hochhausplanung festgehalten und der Alexanderplatz als „Gebiet von außergewöhnlicher stadtpolitischer Bedeutung“ dem Bezirk Mitte entscheidungstechnisch entzogen. Klemann sagte 1997, dass die „Hochhaussilhouette gut für die Berlinwerbung“ sei. Die Umbenennung des Platzes vor dem Brandenburger Tor in Platz des 18. März 1848 hatte er in seiner Funktion als Bausenator nicht unterstützt. Unter ihm als Verkehrssenator konnten einige S-Bahnstrecke wieder in Betrieb genommen werden, u. a. Anfang 1998 die Strecke Westkreuz–Pichelsberg. Zudem hatte er am 6. März 1998, nachdem die Diskussion dazu lange Jahre nicht weitergeführt worden war, angeordnet das Brandenburger Tor für den Autoverkehr auf zwei Fahrspuren zu öffnen. Erst mit dem Abschluss der Sanierung im Jahr 2000 wurde diese Entscheidung zurückgenommen. Trotz fehlender Zuständigkeit forderte er aufgrund vermeintlicher Verkehrsbeeinträchtigungen das Verbot, der seit Mitte 1998 ausgetragenen, Blade Night.
1999 wurde er als Chef der Planungsgesellschaft Schönefeld (PPS) gehandelt, nachdem er bereits im Aufsichtsrat des BBF gesessen hatte. Dies scheiterte aber.
Bis Mitte August 1999 war er im Aufsichtsrat der Landesbank Berlin, dessen stellvertretender Vorsitzender er auch war. Im gleichen Jahr wurde er im Dezember in den Vorstand des unter ihm als Senator 1998 teilprivatisierten Wohnungsunternehmen Gehag berufen. Bis 2006 war er dort Vorstand. 2002 wurden Ermittlungen gegen ihn im Zuge der sogenannten Prominentenfonds der Landesbank Berlin bekannt. Der Verdacht stand im Raum, dass ein Fonds der Landesbank Berlin „saniert“ werden sollte, indem die landeseigene Wohnungsgesellschaft Gehag Fondimmobilien zu überhöhten Preise kaufen musste. Prominenter Anteilseigner war u. a. Klaus Landowsky. Als Bausenator war Klemann für die Wohnungsgesellschaft verantwortlich, hatte mit Heinz-Viktor Simon einen Parteigenossen als Chef der Gehag und entsandte Mitglieder in den Aufsichtsrat der Gehag.
Heute ist Klemann wieder als Rechtsanwalt tätig.
In den 1970er/1980er Jahren war er Mitglied der sogenannten K-Gruppe, eine Gruppe von Jungpolitiker des rechten Flügels der CDU, welche als ein informelles Netzwerk um den (West-)Berliner CDU-Politiker Peter Kittelmann fungierte.
2024 wurde er vom Regierenden Bürgermeister Kai Wegner zum Stadtältesten von Berlin ernannt.